# Trèves, Gard
Trèves (okcitansko Trève) je naselje in občina v južnem francoskem departmaju Gard regije Languedoc-Roussillon. Naselje je leta 2007 imelo 101 prebivalca.

## Geografija
Kraj leži v pokrajini Languedoc znotraj narodnega parka Seveni, 46 km severozahodno od Le Vigana.

## Uprava
Trèves je sedež istoimenskega kantona, v katerega so poleg njegove vključene še občine Causse-Bégon, Dourbies, Lanuéjols, Revens in Saint-Sauveur-Camprieu z 856 prebivalci.
Kanton Trèves je sestavni del okrožja Vigan.

## Zanimivosti
- romanska cerkev iz 13. stoletja;